# Kopli (Lüganuse)
Kopli − wieś w Estonii, w prowincji Virumaa Wschodnia, w gminie Lüganuse.